# Mladen Bosić
Mladen Bosić (Brčko, 24. svibnja 1961.) je srpski bosanskohercegovački političar, bivši predsjednik Srpske demokratske stranke te zastupnik Zastupničkog doma PS BiH.

## Životopis
Mladen Bosić rođen je u Brčkom, sin Nikole i Nade. Osnovnu školu "Jelena Bočkić" završio je 1976., a gimnaziju 1980. u rodnom gradu. Nakon toga diplomira na Elektrotehničkom fakultetu Sveučilišta u Beogradu 1987.
Između 1988. i 1991. Bosić je bio glavni inženjer za razvoj u Tvornici akumulatora "Tesla" u Brčkom, a od 1992. komercijalni je direktor Staklomonta, također iz Brčkog. Te godine pridružio se i Srpskoj demokratskoj stranci. Od 1992. do 1998. bio je direktor PTT-a (Pošta, telegraf, telefon) Brčko, nakon čega je postao direktor radne jedinice Telekoma Republike Srpske u Brčkom.
Bosić je 2000. imenovan za člana Zajedničkog povjerenstva za implementaciju Arbitražne odluke za Brčko i bio je zastupnik u prvom sazivu Prijelazne skupštine Brčko distrikta. Od 2000. do 2001. bio je zamjenik ministra vanjskih poslova Bosne i Hercegovine, nakon čega je bio veleposlanik BiH u Sloveniji do 2004. Nakon povratka iz Slovenije, ponovno postaje ravnateljem radne jedinice Telekoma RS u Brčkom. Za zastupnika u Skupštini Brčko distrikta BiH izabran je 2004., a godinu kasnije imenovan je zamjenikom predsjednika SDS-a. Predsjednik SDS-a postao je 2006. Ravnatelj radne jedinice Telekoma RS u Brčkom bio je do 2007. Nakon općih izbora 2010. prestao je biti zastupnik u Skupštini Brčko distrikta i izabran je za zastupnika u Zastupničkom domu PS BiH. U Zastupničkom domu PS BiH, Bosić djeluje u Povjerenstvu za vanjske poslove, član je Skupine za srednju i istočnu Europu te Izaslanstva Parlamentarne skupštine BiH u Parlamentarnoj skupštini Vijeća Europe.
U svibnju 2012. Mladen Bosić je izjavio da se protivi ulasku Bosne i Hercegovine u NATO bez Srbije jer bi to po njemu "dovelo do poremećaja vojnih efektiva i sigurnosnih snaga koje su sastavni dio Daytonskog sporazuma."
U intervjuu za srpski tisak Blic Mladen Bosić je okarakterizirao inicijativu Milorada Dodika za autonomijom sppskih općina u Federaciji Bosne i Hercegovine (Drvar, Glamoč, Bosansko Grahovo, Bosanski Petrovac) kao štetnu po Republiku Srpsku jer postoji mogućnost da Bošnjaci traže autonomiju u RS-u gdje čine većinu.
Bosić je, nakon što je Dragan Čavić, predsjednik SDS-a prije Bosića, osnovao Demokratsku stranku, kritizirao Čavića zbog naklone politike prema međunarodnoj zajednici i neudovoljavanju volji glasača iz Republike Srpske. Bosić je također kritizirao vlast Dodika i optužio ga za loše gospodarsko stanje Republike Srpske te je pozvao oporbu u RS-u u borbu protiv korpupcije.

## Privatni život
Mladen Bosić je oženjen Ljiljanom, a ima dvoje djece: kćer Sandru i sina Nikolu. Govori engleski jezik.